# Sida (Pflanzengattung)
Die Pflanzengattung Sida gehört zur Familie der Malvengewächse (Malvaceae). Die 125 bis 248 Arten kommen weltweit, doch vor allem in den Tropen und Subtropen, vor. Es gibt Arten in Afrika, Asien, Australien, Nord- bis Südamerika und auf Pazifischen Inseln, aber etwa zwei Drittel der Arten kommen in der Neuen Welt vor.

## Beschreibung

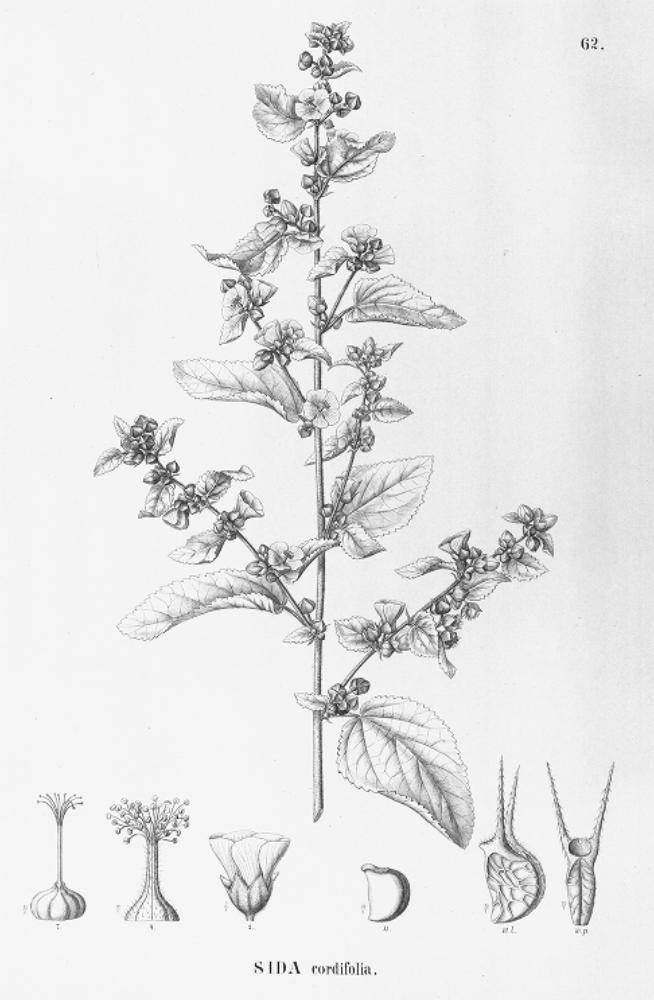
Illustration von Sida cordifolia

### Erscheinungsbild und Blätter
Sida-Arten wachsen als einjährige oder ausdauernde krautige Pflanzen, Halbsträucher oder Sträucher, die Wuchshöhen von bis zu 2 Metern erreichen. Die meisten oberirdischen Pflanzenteile besitzen Sternhaare, einfache Haare und/oder Drüsenhaare.
Die wechselständig angeordneten Laubblätter sind in Blattstiel und Blattspreite gegliedert. Die einfache Blattspreiten sind selten gelappt und meist gezähnt. Es sind an den Blättern keine extrafloralen Nektarien vorhanden. Die Nebenblätter sind fadenartig oder schmal lanzettlich.

### Blütenstände und Blüten

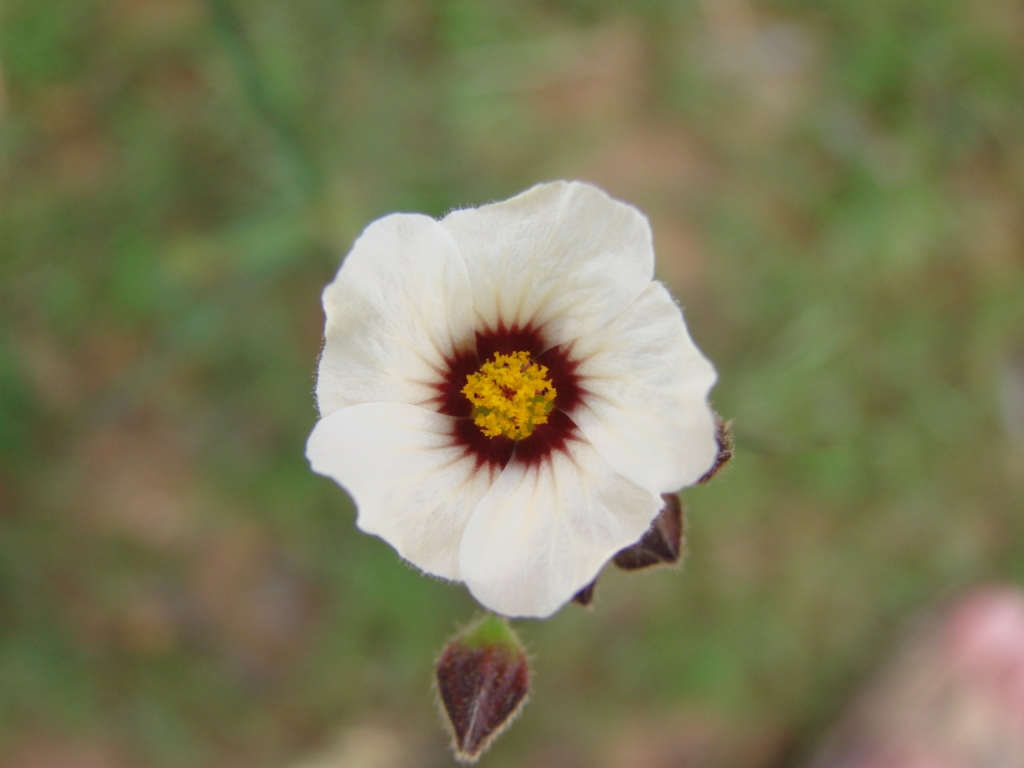
Blüte von Sida linifolia

Die Blüten stehen einzeln oder zu zweit seiten- oder fast endständig, oft in seiten- oder endständigen traubigen oder rispigen, selten in doldigen oder knäueligen Blütenständen zusammen. Es ist kein Nebenkelch vorhanden.
Die zwittrigen Blüten sind radiärsymmetrisch und fünfzählig mit doppelter Blütenhülle. Die fünf Kelchblätter sind glocken- oder becherförmig verwachsen. Die fünf Kronblätter sind nur an ihrer Basis etwas verwachsen. Die Farbe der Kronblätter reicht von meist gelb, selten weiß, rosa bis purpurfarben bis mehr oder weniger orangefarben, manchmal mit einem dunklen Zentrum. Bei der Unterfamilie Malvoideae sind die vielen Staubblätter zu einer den Stempel umgebenden Röhre verwachsen. Die Staubfadenröhre ist flaumig behaart oder kahl und endet mit vielen Staubbeuteln. Fünf bis zehn Fruchtblätter sind zu einem oberständigen, fünf- bis zehnkammerigen Fruchtknoten verwachsen. Je Fruchtknotenkammer ist nur eine hängende Samenanlage vorhanden. Es sind fünf bis zehn Griffeläste vorhanden, die jeweils in einer kopfigen Narbe enden.

### Früchte und Samen
Die mehr oder weniger scheibenförmige oder kugelige Spaltfrucht zerfällt in meist fünf bis zehn (4 bis 14) Teilfrüchte. Die Teilfrüchte sind glatt oder skulptiert, manchmal teilweise häutig, meist geschnäbelt, oft mit ein oder zwei Borsten, oft winzig, flaumig mit Sternhaaren bedeckt. Bei Reife öffnen sich die Teilfrüchte oder bleiben geschlossen. In jeder Teilfrucht befindet sich ein Same. Die Samen sind glatt oder sie zeigen manchmal winzige Haare rund um das Hilum.

## Systematik
Die Erstveröffentlichung des Gattungsnamens Sida erfolgte 1753 durch Carl von Linné in Species Plantarum, Tomus 2, Seite 683–686. Der Gattungsname Sida wurde von Carl von Linné aus den Schriften Theophrastos von Eresos übernommen, der ihn für Nymphaea alba verwendete. Als Lectotypus wurde 1913 durch Britton und Brown die Art Sida alnifolia L. festgelegt.
Die Gattung Sida gehört zur Tribus Malveae in der Unterfamilie der Malvoideae innerhalb der Familie der Malvaceae. Sida ist eine relativ große, heterogene, paraphyletische Gattung, aus der heraus eine Reihe neuer Gattungen: Allosidastrum, Bastardiopsis, Billieturnera, Dendrosida, Krapovickasia, Malvella, Meximalva, Rhynchosida, Sidastrum und Tetrasida ausgegliedert wurden. Der Umfang der Gattung Sida wird kontrovers diskutiert. Synonyme für Sida L. sind: Diadesma Raf., Dictyocarpus Wight, Fleischeria Steud., Lamarkia Medik., Malvinda Boehm., Pseudomalachra (K.Schum.) Monteiro, Side St.-Lag. 

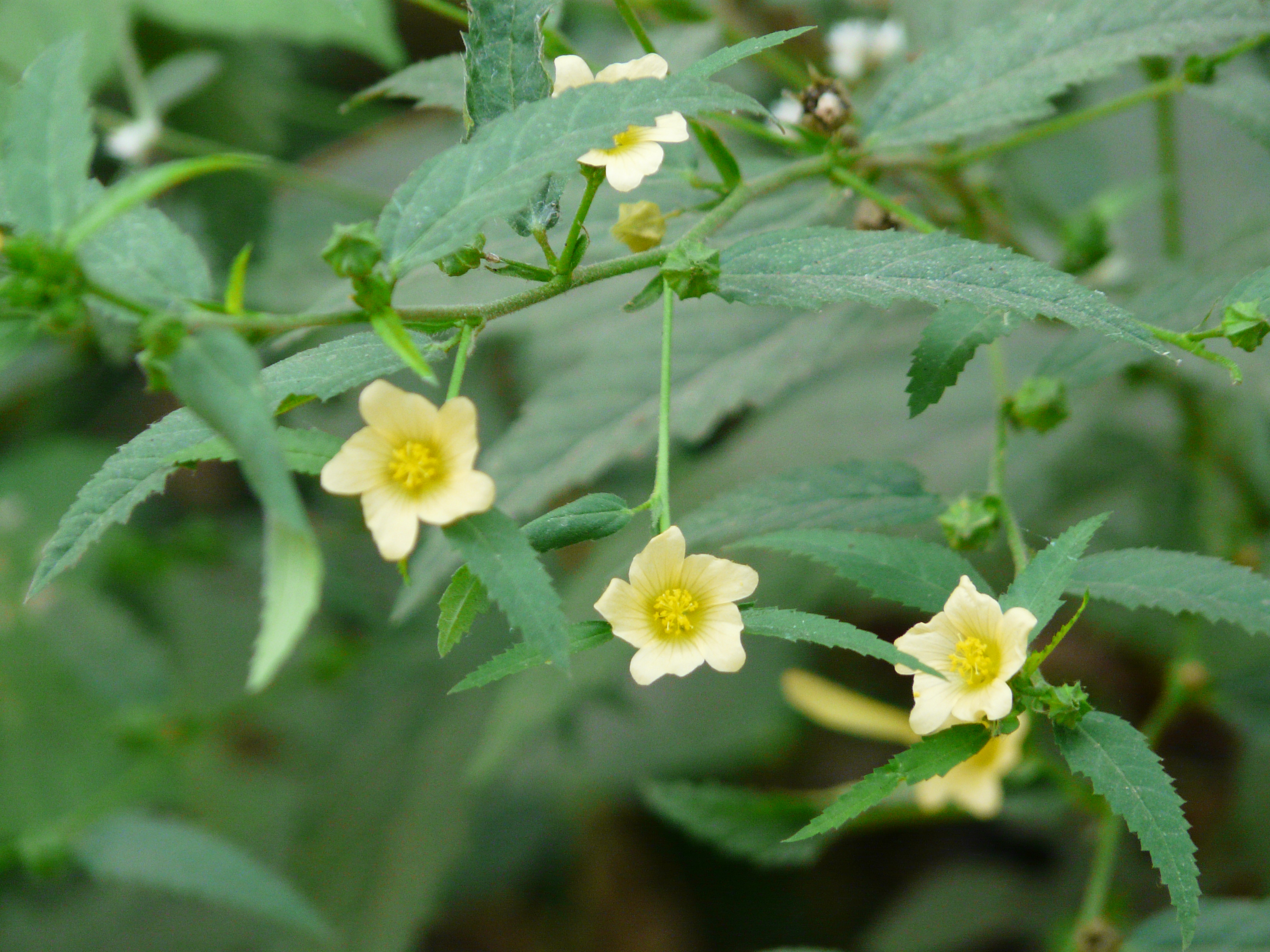
Sida acuta

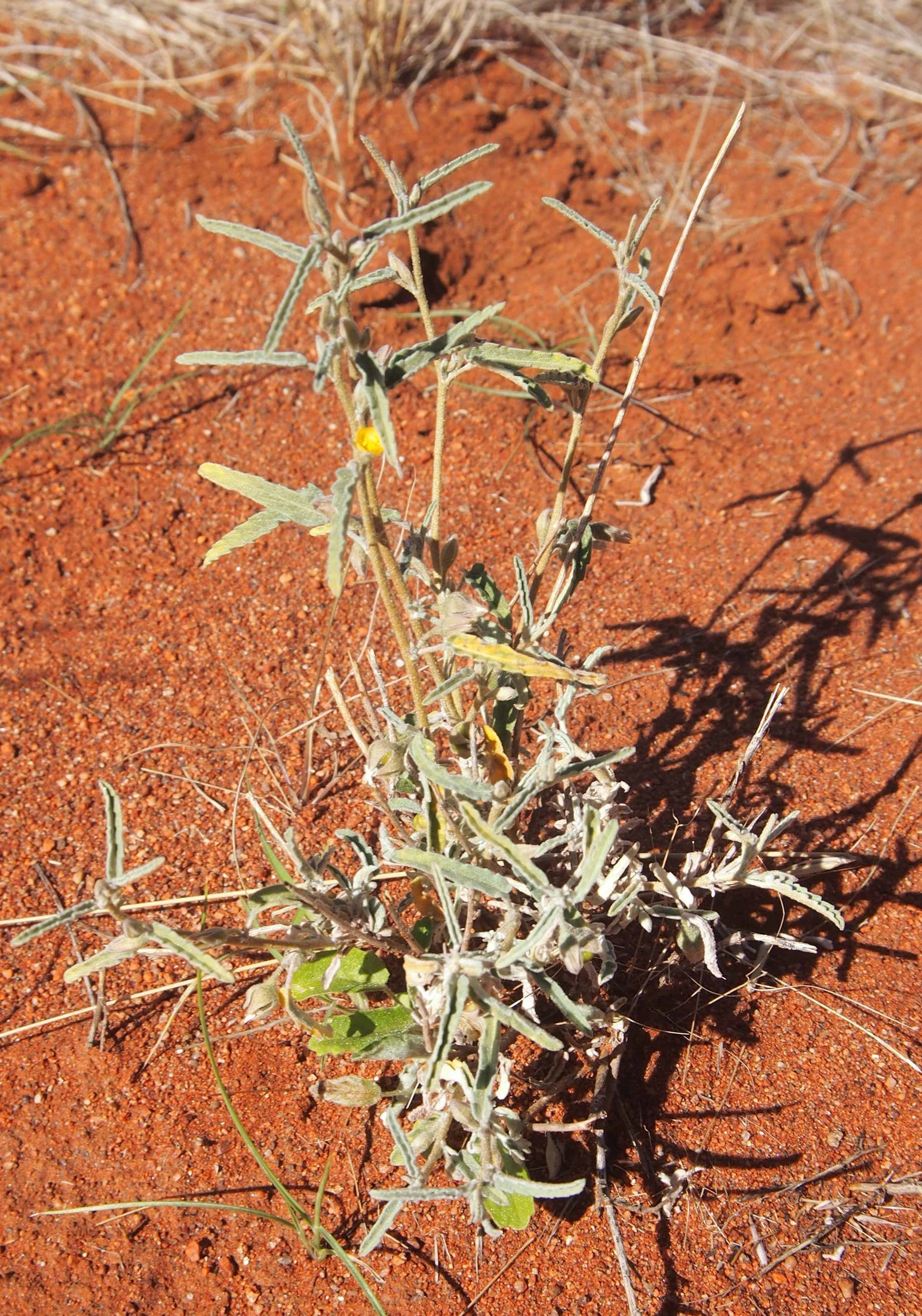
Habitus und Laubblätter von Sida ammophila

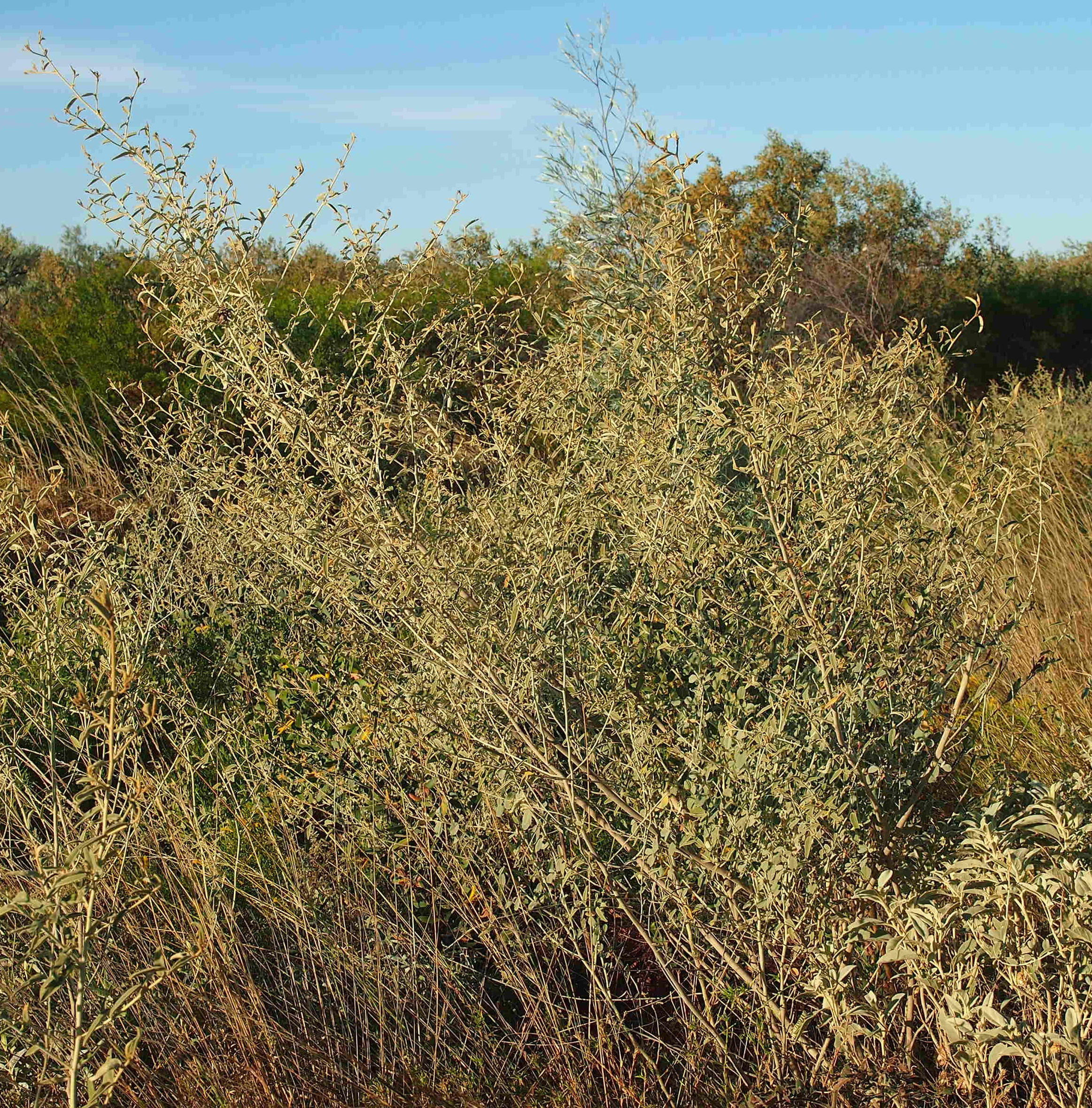
Habitus von Sida arenicola

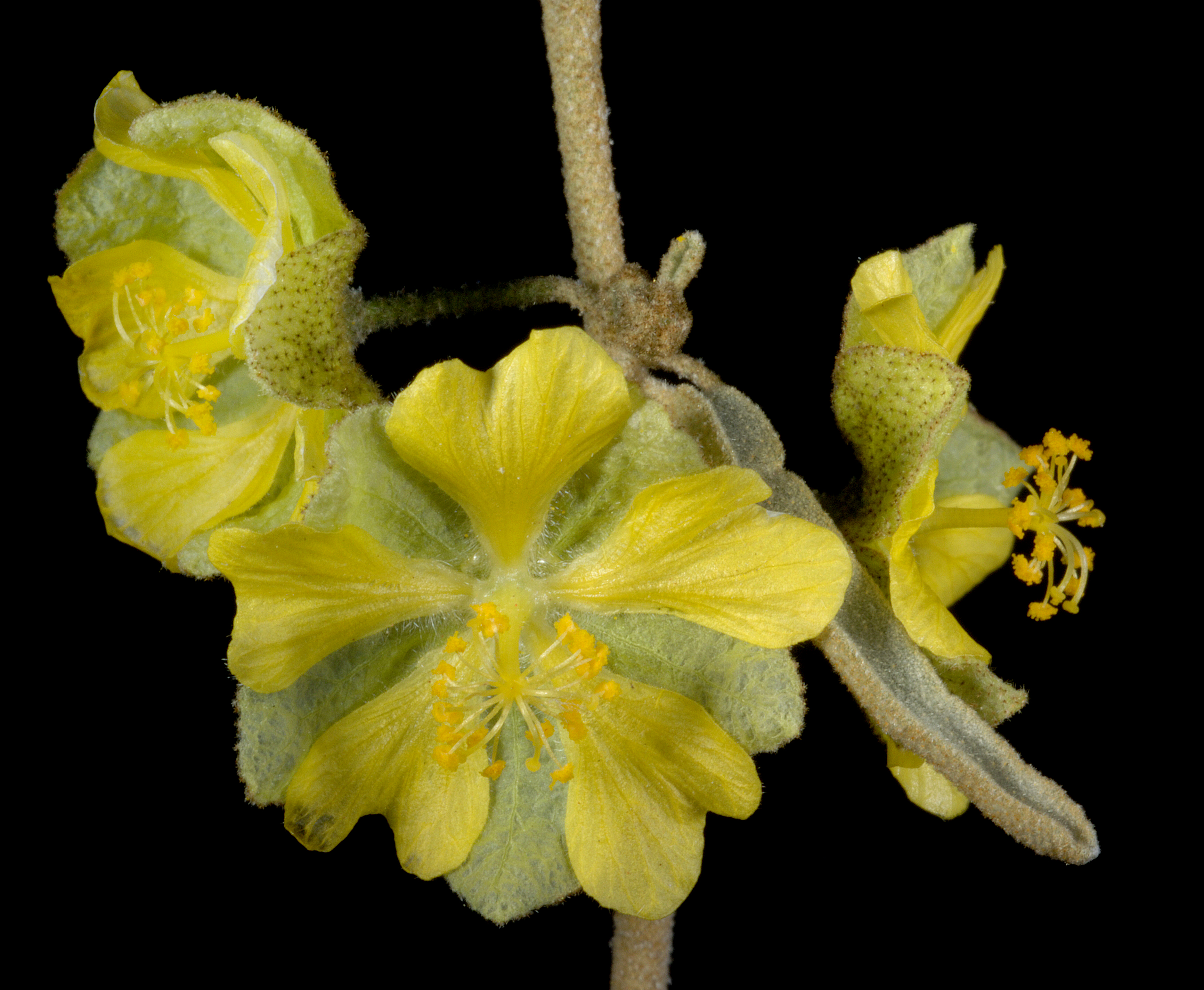
Radiärsymmetrische, fünfzählige Blüten von Sida calyxhymenia mit genagelten, gelben Kronblättern

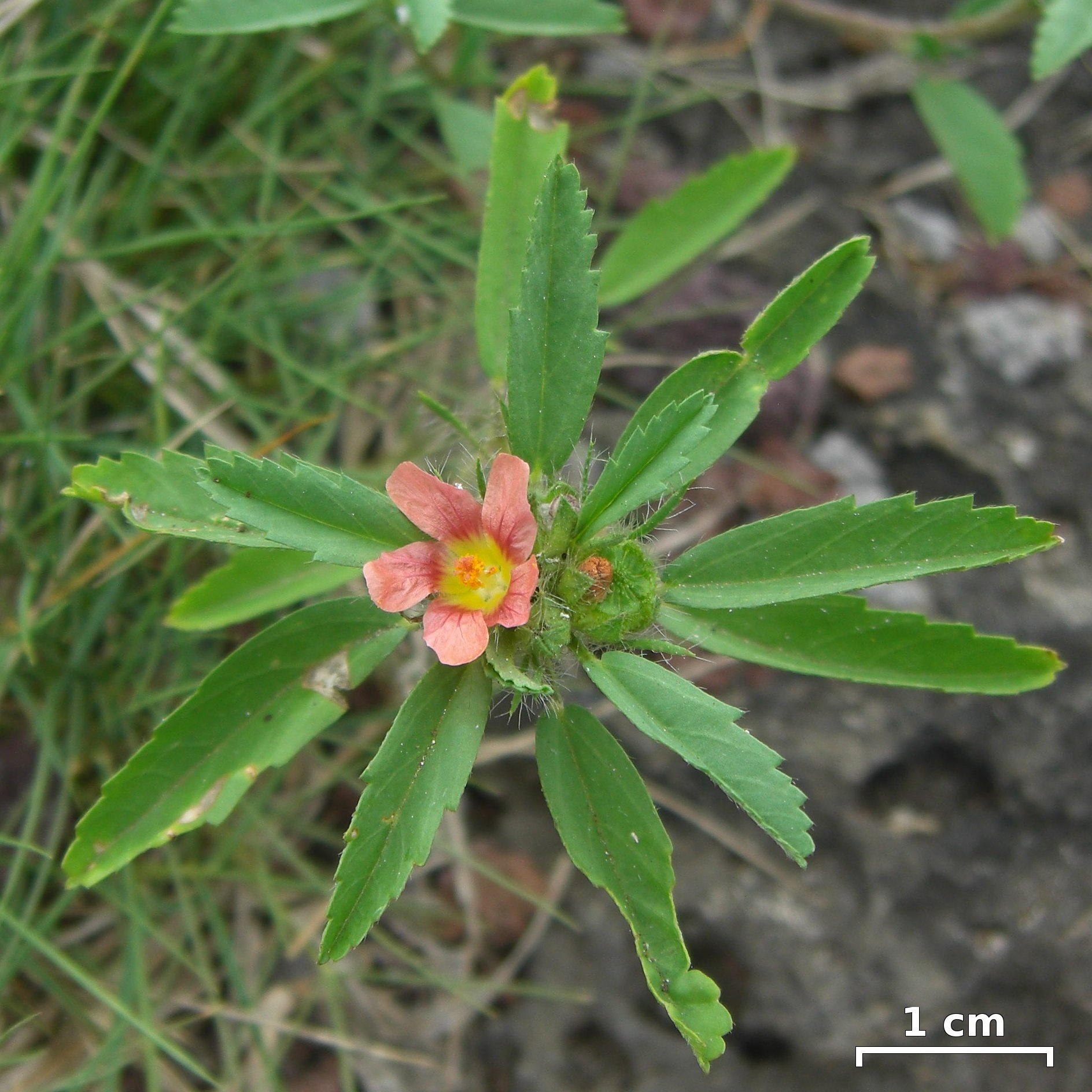
Sida ciliaris

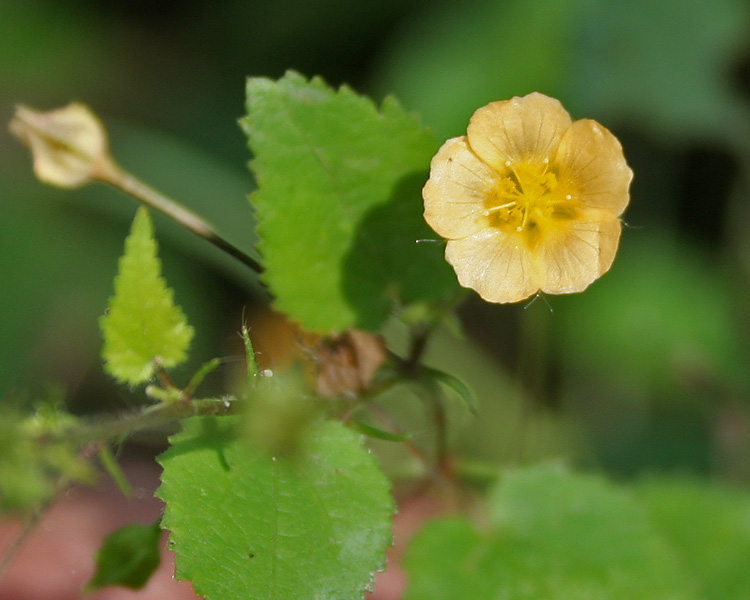
Sida cordata

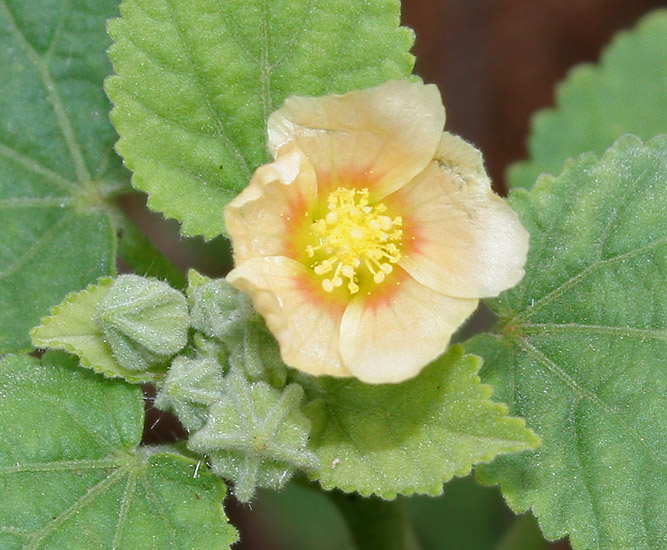
Sandmalve (Sida cordifolia)

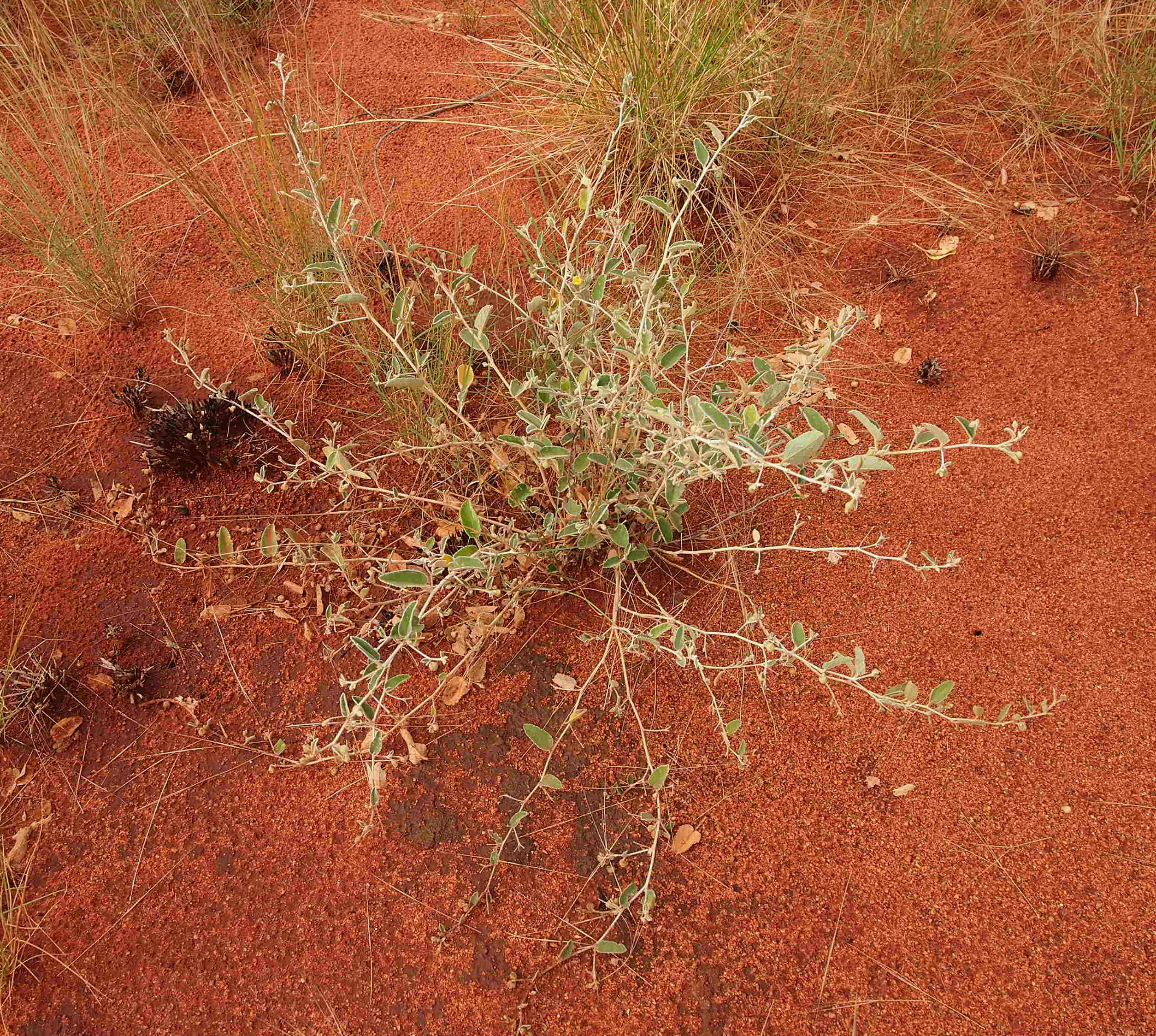
Habitus und Laubblätter von Sida cunninghamii

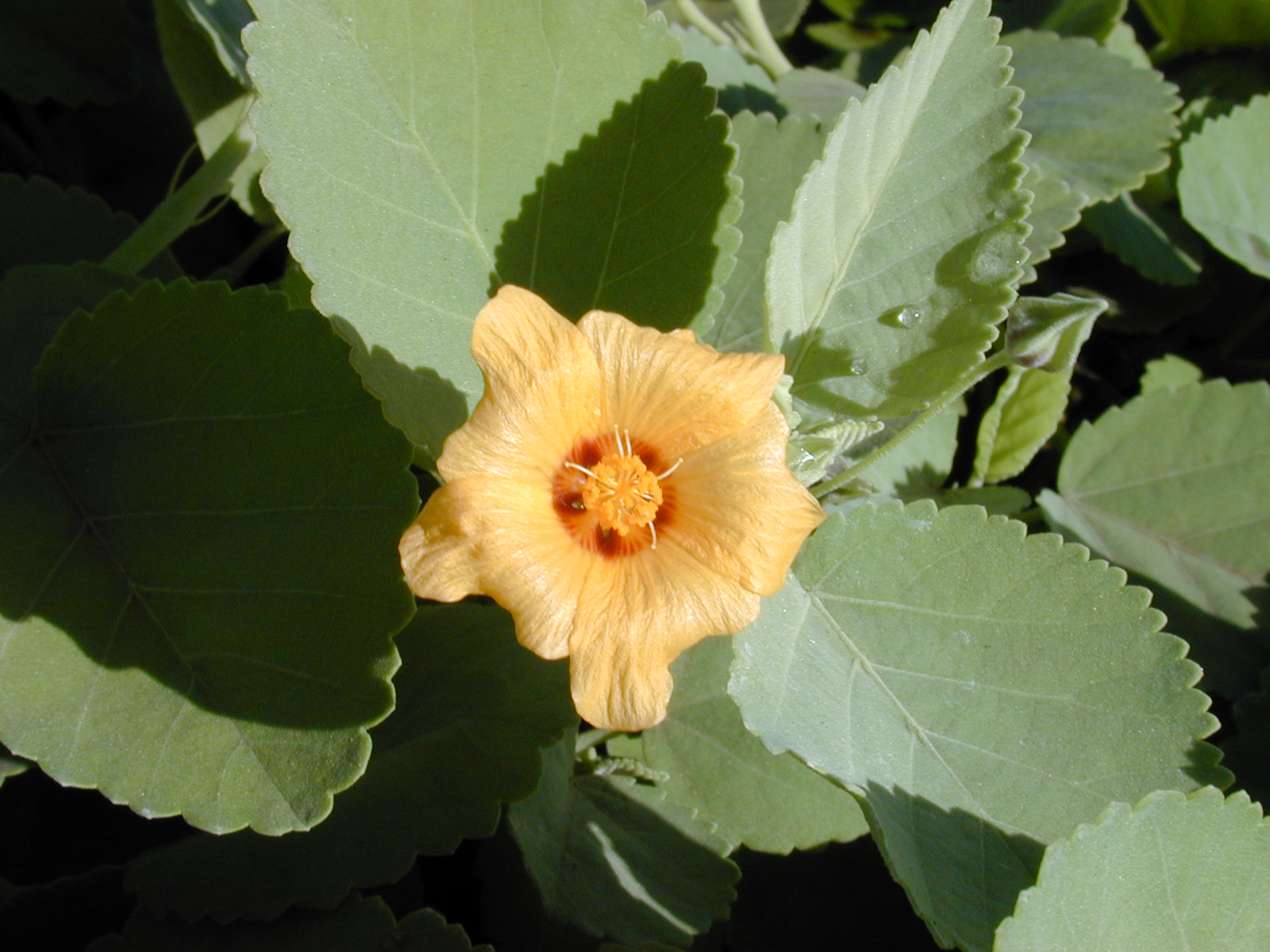
Sida fallax

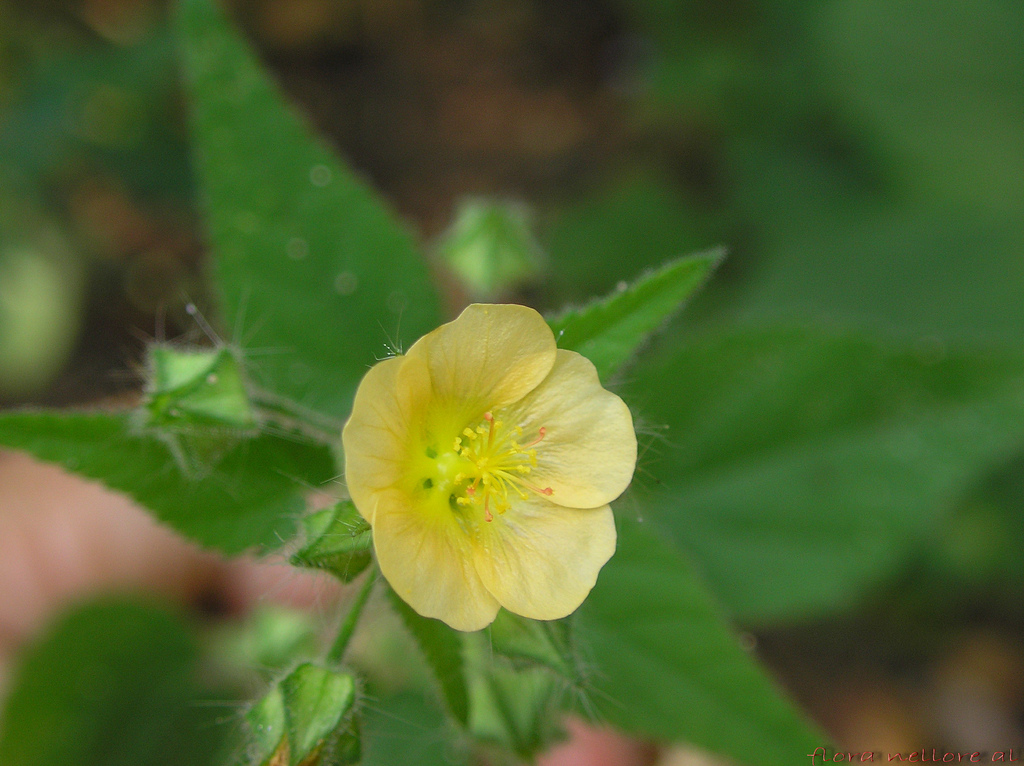
Sida glutinosa

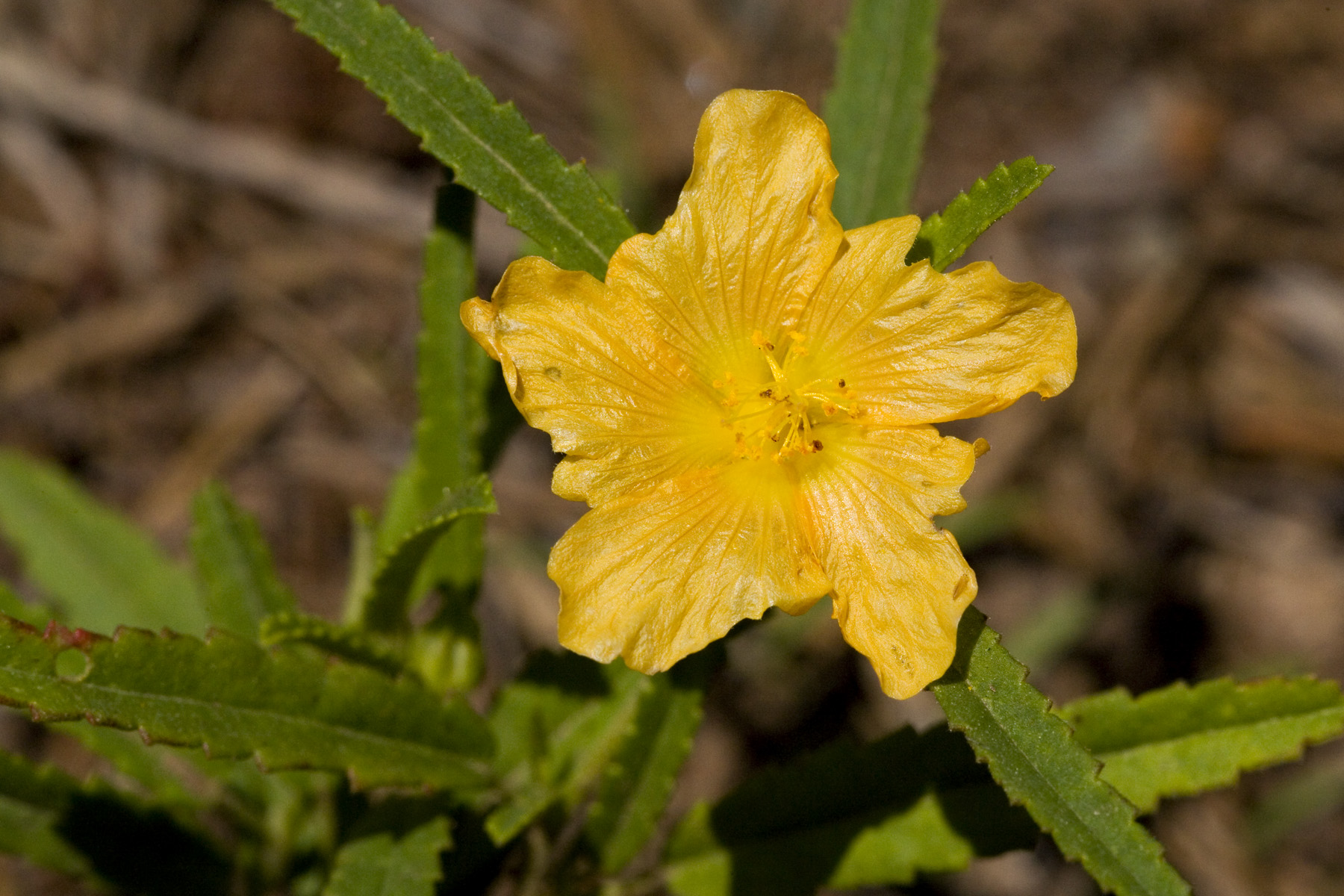
Sida neomexicana

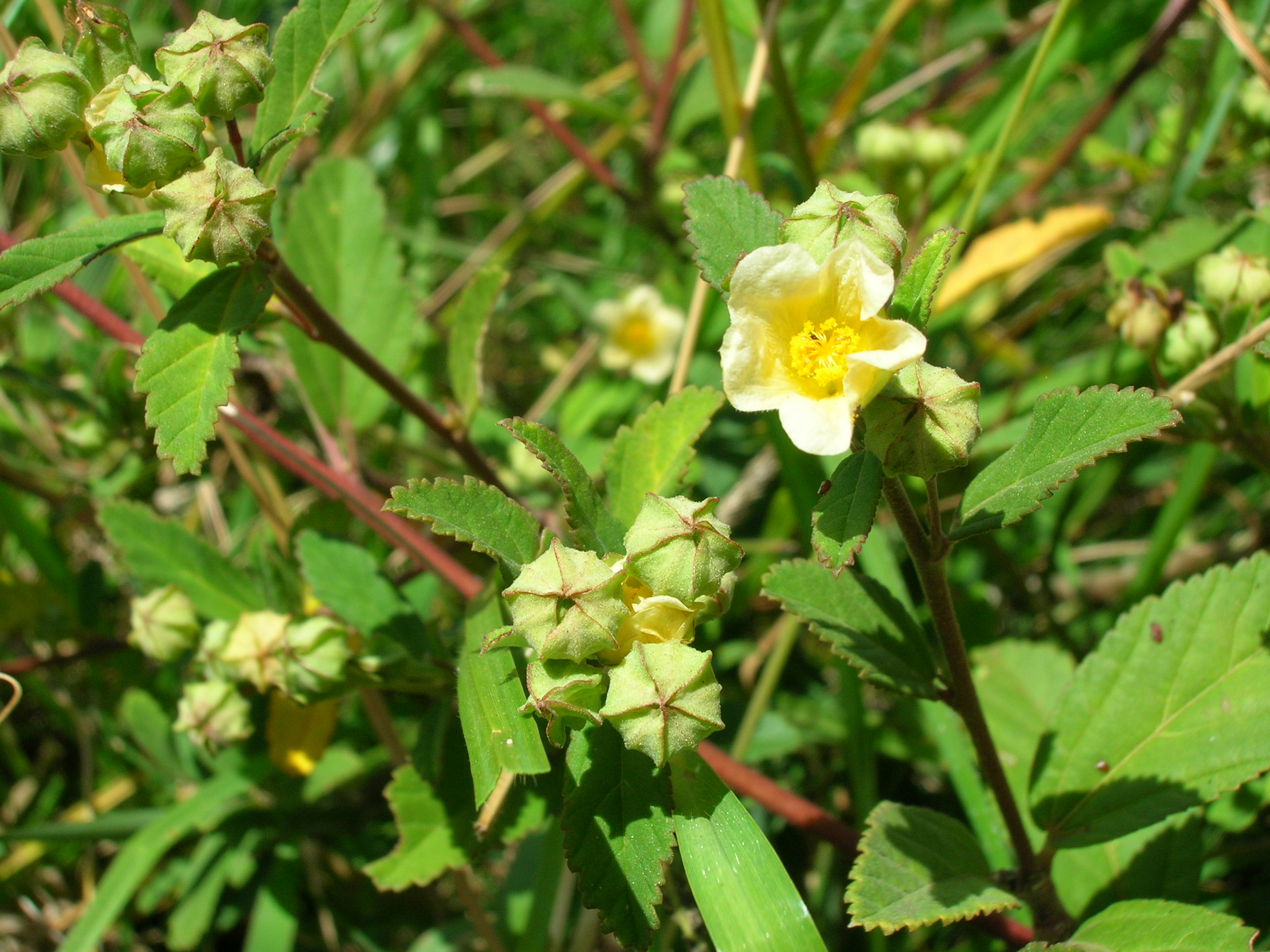
Sida rhombifolia

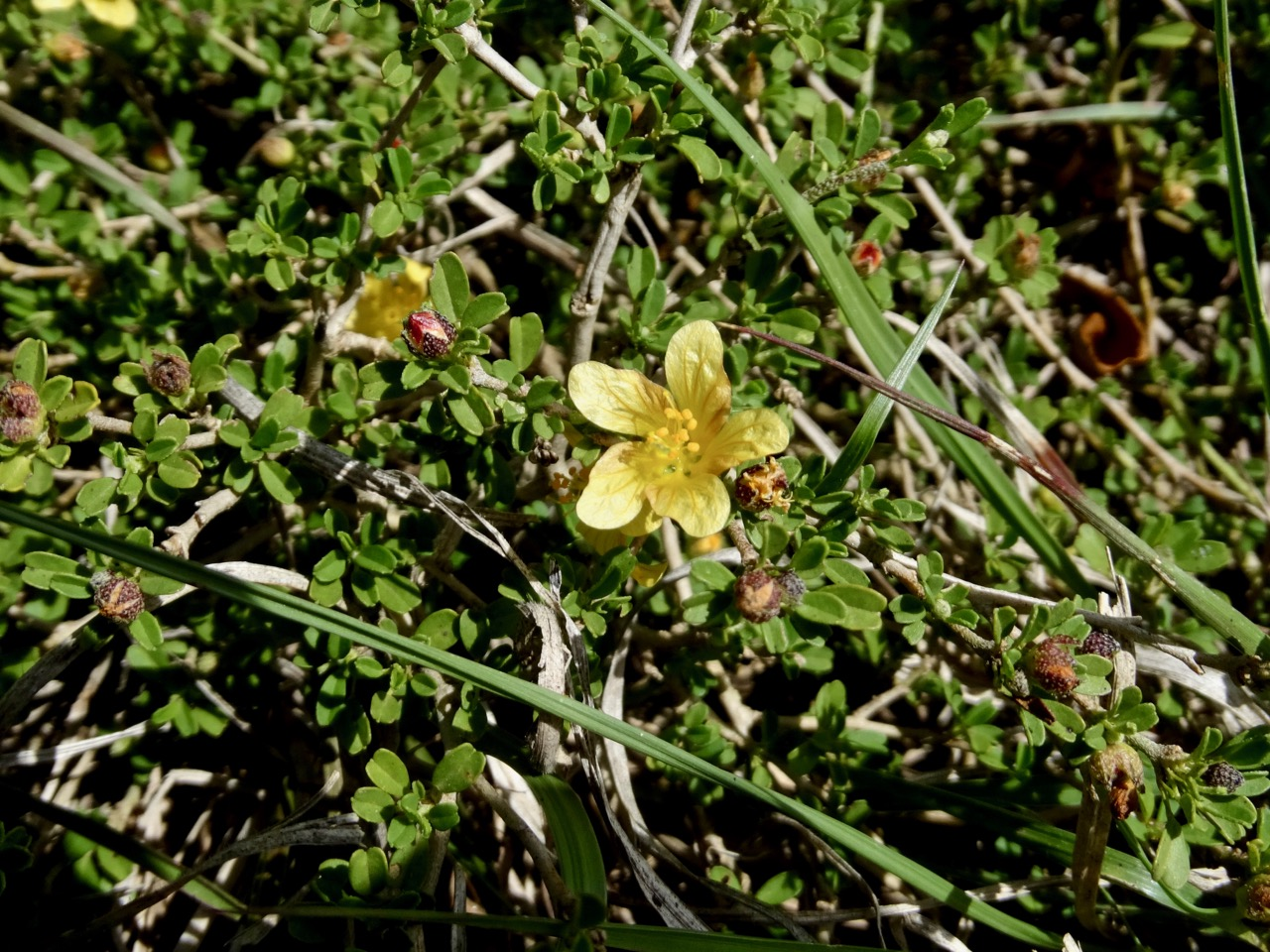
Sida tenuicarpa

Es gibt je nach Autor 125 bis 248 Sida-Arten:
- Sida abutifolia Mill.: Sie kommt von den südlichen Vereinigten Staaten bis ins nördliche Südamerika vor.[5]
- Sida acuta Burm. f. (Syn.: Sida arrudiana Monteiro, Sida berlandieri Turcz., Sida betulina Lag. ex Spreng., Sida bodinieri Gand., Sida bradei Ulbr., Sida brasila Schrank ex Link, Sida capensis Cav., Sida carpinifolia var. acuta (Burm. f.) Kurz, Sida chanetii Gand., Sida commixta Gand., Sida crassa Gand., Sida disticha Sessé & Moc., Sida foliosa Splitg. ex de Vriese, Sida frutescens Cav., Sida garckeana Pol., Sida glabra Nutt., Sida grandior Gand., Sida jamaicensis Vell., Sida lancea Gand., Sida lanceolata Retz., Sida malifolia Gand., Sida martinicensis Gand., Sida orientalis DC., Sida ovata G.Don, Sida parens Gand., Sida planicaulis DC., Sida prostrata G.Don, Sida repanda Roth, Sida rugosa Thonn., Sida schrankii DC., Sida scoparia Lour., Sida spiraeifolia Willd., Sida stauntaniana DC., Sida versatilis Gand., Sida vogelii Hook. f., Sida zelotes Gand.): Sie ist in den Subtropen bis Tropen fast weltweit verbreitet.[4]
- Sida adscendens A.St.-Hil.[4]
- Sida aggregata C.Presl[4]
- Sida alamosana S.Watson ex Rose[4]
- Sida alba L.[4]
- Sida albiflora (Chodat & Hassl.) Krapov.[4]
- Sida alii Abedin[4]
- Sida amatlanensis Sessé & Moc.[4]
- Sida ammophila F.Muell. ex J.H.Willis[4]
- Sida andersonii Fryxell[4]
- Sida angustissima A.St.-Hil.[4]
- Sida anodifolia Fryxell[4]
- Sida anomala A.St.-Hil.[4]
- Sida antillensis Urb.: Sie kommt in Florida, auf Inseln in der Karibik und vom südlichen Mexiko bis Costa Rica vor.[5]
- Sida aprica Domin[4]
- Sida arboae Krapov.[4]
- Sida arenicola S.T.Reynolds & A.E.Holland[4]
- Sida argentea F.M.Bailey[4]
- Sida argentina K.Schum.[4]
- Sida argillacea A.E.Holland & S.T.Reynolds[4]
- Sida arsiniata R.M.Barker[4]
- Sida asterocalyx S.T.Reynolds & A.E.Holland[4]
- Sida atherophora Domin[4]
- Sida aurantiaca A.St.-Hil.[4]
- Sida bakeriana Rusby[4]
- Sida barclayi Baker f.[4]
- Sida beckii Krapov.[4]
- Sida bipartita Schltr.[4]
- Sida blepharoprion Ulbr.[4]
- Sida boliviana Gand.[4]
- Sida bordasiana Krapov.[4]
- Sida brachypoda A.E.Holland & S.T.Reynolds[4]
- Sida brachystemon DC.[4]
- Sida brittonii León[4]
- Sida brownii Clement[4]
- Sida cabraliana Krapov.[4]
- Sida cabreriana Krapov.[4]
- Sida calchaquiensis Rodrigo[4]
- Sida calliantha Thulin[4]
- Sida calva Fryxell[4]
- Sida calyxhymenia J.Gay ex DC.[4]
- Sida cambuiensis Monteiro[4]
- Sida cardiophylla F.Muell. non E.Pritz.[4]
- Sida carrascoana Bovini[4]
- Sida castanocarpa Krapov.[4]
- Sida caudata A.St.-Hil. & Naudin[4]
- Sida cavernicola Krapov.[4]
- Sida centuriata Clement[4]
- Sida cerradoensis Krapov.[4]
- Sida chapadensis K.Schum.[4]
- Sida charpinii Krapov.[4]
- Sida chinensis Retz.: Sie kommt nur in Hainan, Yunnan und Taiwan vor.[6][4]
- Sida chiquitana Krapov.[4]
- Sida chrysantha Ulbr.[4]
- Sida ciliaris L.: Sie kommt von Texas, Florida und den Inseln der Karibik bis Argentinien und Paraguay vor.[2][4]
- Sida cleisocalyx F.Muell.: Sie kommt in Australien vor.[4]
- Sida clementii Domin: Sie kommt in Western Australia vor.[4]
- Sida confusa Hassl.[4]
- Sida coradinii Krapov.[4]
- Sida cordata (Burm. f.) Borss.Waalk.: Sie kommt von Pakistan und Indien bis Taiwan und den Philippinen vor[6] und ist in der Karibik ein Neophyt.[2][4]
- Sandmalve oder Indische Malve (Sida cordifolia L.): Sie kommt in Afrika, Asien und in Südamerika vor und ist in Australien, Nord- und Mittelamerika ein Neophyt.[2][4]
- Sida cordifolioides K.M.Feng: Dieser Endemit kommt nur in Yongshun in Hunan vor.[6]
- Sida corrugata Lindl.[4]
- Sida coutinhoi Paiva & Noguiera[4]
- Sida cristobaliana Krapov.[4]
- Sida cuneifolia Roxb.[4]
- Sida cuspidata (A.Robyns) Krapov.[4]
- Sida decandra R.E.Fr.[4]
- Sida dubia A.St.-Hil. & Naudin[4]
- Sida dureana Krapov.[4]
- Sida echinocarpa F.Muell.[4]
- Sida ectogama W.R.Barker & R.M.Barker[4]
- Sida elliottii Torr. & A.Gray: Sie kommt in zwei Varietäten in den südöstlichen Vereinigten Staaten, im östlichen Mexiko und in Guatemala vor.[5][4]
- Sida elongata Blume[4]
- Sida emilei Hochr.[4]
- Sida esperanzae R.E.Fr.[4]
- Sida everistiana S.T.Reynolds & A.E.Holland[4]
- Sida fallax Walp.: Sie kommt in Ozeanien und besonders in Hawaii vor.[2][4]
- Sida fastuosa Fryxell & S.D.Koch[4]
- Sida ferrucciana Krapov.[4]
- Sida fibulifera Lindl.[4]
- Sida floccosa Thulin & Vollesen[4]
- Sida galheirensis Ulbr.[4]
- Sida gertiana Krapov.[4]
- Sida glabra Mill.: Sie kommt von Mexiko und den Inseln der Karibik bis ins nördliche Südamerika vor.[2][4]
- Sida glaziovii K.Schum.[4]
- Sida glocimarii Krapov.[4]
- Sida glomerata Cav. (Syn.: Sida berteroana Balb. ex DC., Sida bracteolata DC., Sida patula Pers., Sida viridis A.St.-Hil. & Naudin ex Triana & Planch.): Sie ist in der Neotropis von Nicaragua bis Panama sowie auf karibischen Inseln und in Südamerika von Kolumbien bis Peru sowie Brasilien weitverbreitet.[2][4]
- Sida glutinosa Comm. ex Cav.[4]
- Sida goniocarpa (F.Muell. ex Benth.) Domin[4]
- Sida goyazensis K.Schum.[4]
- Sida gracilipes Rusby[4]
- Sida gracillima Hassl.[4]
- Sida graniticola J.R.I.Wood: Sie wurde 2013 aus dem östlichen Bolivien erstbeschrieben.[4]
- Sida grazielae Monteiro[4]
- Sida guianensis K.Schum.[4]
- Sida hackettiana W.Fitzg.[4]
- Sida haenkeana C.Presl[4]
- Sida harleyi Krapov.[4]
- Sida hassleri Hochr.[4]
- Sida hatschbachii Krapov.[4]
- Sida hederifolia Cav.[4]
- Sida hemitropousa Pandeya[4]
- Sida hibisciformis Bertol.[4]
- Sida hirsutissima Mill.[4]
- Sida hoepfneri Gürke[4]
- Sida honoriana Krapov.[4]
- Sida hookeriana Miq.[4]
- Sida hyalina Fryxell[4]
- Sida hyssopifolia C.Presl[4]
- Sida intricata F.Muell.[4]
- Sida itaparicana Krapov.[4]
- Sida jamaicensis L.[4]
- Sida japiana Krapov.[4]
- Sida jatrophoides L'Hér.[4]
- Sida javensis Cav.: Sie ist in Taiwan, Indonesien, Malaysia und auf den Philippinen weitverbreitet.[6][4]
- Sida jussiaeana DC.[4]
- Sida kingii F.Muell.[4]
- Sida laciniata Bovini[4]
- Sida lancifolia Burtt Davy[4]
- Sida leitaofilhoi Krapov.[4]
- Sida libenii Hauman[4]
- Sida lilianae Krapov.[4]
- Sida lindheimeri Engelm. & A.Gray: Sie kommt in Louisiana, Texas und im mexikanischen Bundesstaat Tamaulipas vor.[5]
- Sida linearifolia A.St.-Hil.[4]
- Sida linearis Cav.[4]
- Sida linifolia Juss. ex Cav. (Syn.: Sida angustissima Miq., Sida campii Vell., Sida fiebrigii Ulbr., Sida graminifolia Rich., Sida linearifolia Thonn., Sida longifolia Brandegee, Sida viminea Fisch. ex Link): Sie ist im topischen Afrika und in der Neotropis weitverbreitet.[2] Sie ist in einigen Gebieten Asiens ein Neophyt.[4]
- Sida littoralis Siedo: Die 2014 erstbeschriebene Art kommt in Florida auf den Inseln Captiva und La Costa vor.[5]
- Sida lonchitis A.St.-Hil. & Naudin[4]
- Sida longipedicellata Thulin[4]
- Sida longipes A.Gray: Sie kommt in Texas und im mexikanischen Bundesstaat Coahuila in Höhenlagen von 1000 bis 1800 Metern Meereshöhe vor.[5]
- Sida luschnathiana Steud.[4]
- Sida macaibae Monteiro[4]
- Sida macropetala Monteiro[4]
- Sida marabaensis Monteiro[4]
- Sida martiana A.St.-Hil.[4]
- Sida massaica Vollesen[4]
- Sida meloana Krapov.[4]
- Sida meridiana Fryxell[4]
- Sida michoacana Fryxell[4]
- Sida monteiroi Krapov.[4]
- Sida monticola Fryxell[4]
- Sida multicrena Hochr.[4]
- Sida mysorensis Wight & Arnott: Ihr Verbreitungsgebiet reicht von Indien, Laos, Kambodscha, Thailand, China, Vietnam über Indonesien bis zu den Philippinen.[6][4]
- Sida nemorensis Mart. ex Colla[4]
- Sida neomexicana A.Gray: Sie kommt in Arizona, New Mexico, Texas und Mexiko vor.[5]
- Sida nesogena I.M.Johnst.[4]
- Sida nummularia Baker f.[4]
- Sida oblonga Bovini[4]
- Sida ogadensis Thulin & Vollesen[4]
- Sida oligandra K.Schum.[4]
- Sida orientalis Cav.: Sie kommt in Taiwan und südlichen Yunnan vor.[6]
- Sida ovalis Kostel.[4]
- Sida ovata Forssk.[4]
- Sida palmata Cav.[4]
- Sida paradoxa Rodrigo[4]
- Sida parva Krapov.[4]
- Sida paucifolia DC.[4]
- Sida pedersenii Krapov.[4]
- Sida pernambucensis Baracho & J.L.Brandão[4]
- Sida petrophila F.Muell.[4]
- Sida petropolitana Monteiro[4]
- Sida phaeotricha F.Muell.[4]
- Sida picklesiana A.S.Markey, S.J.Dillon & R.M.Barker[4]
- Sida pindapoyensis Krapov.[4]
- Sida pires-blackii Monteiro[4]
- Sida planicaulis Cav.: Sie kommt ursprünglich wohl in Brasilien vor, ist aber ein Neophyt in Florida, auf Mauritius, in Hawaii und den Austral-Inseln.[5]
- Sida platycalyx F.Muell. ex Benth.[4]
- Sida pleiantha F.Muell. ex Benth.[4]
- Sida poeppigiana (K.Schum.) Fryxell[4]
- Sida potentilloides A.St.-Hil.[4]
- Sida potosina Brandegee[4]
- Sida pradeepiana Tambde & Sardesai[4]
- Sida pritzeliana Domin[4]
- Sida prolifica Fryxell & S.D.Koch[4]
- Sida pseudocordifolia Hochr.[4]
- Sida pseudocymbalaria Hassl.[4]
- Sida pseudopotentilloides Monteiro[4]
- Sida pseudorubifolia Krapov.[4]
- Sida pueblensis Fryxell[4]
- Sida pusilla Cav.[4]
- Sida quettensis I.Riedl[4]
- Sida quinquevalvacea J.L.Liu: Dieser Endemit gedeiht in Höhenlagen von 1100 bis 1600 Metern nur im südwestlichen Sichuan.[6]
- Sida ravii Sivad. & Anil Kumar[4]
- Sida regnellii R.E.Fr.[4]
- Sida reitzii Krapov.[4]
- Sida repens Dombey ex Cav.[4]
- Sida rhizomatosa Krapov.[4]
- Sida rhombifolia L.: Es gibt seit 2004 etwa sieben Varietäten:[4]
  - Sida rhombifolia var. afrorhomboidea Verdc.: Sie wurde 2004 erstbeschrieben und kommt in Kenia sowie Tansania vor.[4]
  - Sida rhombifolia var. afroscabrida Verdc.: Sie wurde 2004 erstbeschrieben und ist im tropischen Afrika verbreitet[4]
  - Sida rhombifolia subsp. alnifolia (L.) Ugbor. (Syn.: Sida alnifolia L., Sida microphylla Cav., Sida obovata Wall.): Sie kommt in Sri Lanka, Bangladesch, Assam, China, Thailand, Vietnam, auf den Philippinen und auf Vanuatu vor.[2][4]
  - Sida rhombifolia var. petherickii Verdc.: Sie wurde 2004 erstbeschrieben und ist von Äthiopien, Sudan, nordwestlichen Tansania, Togo sowie Uganda verbreitet.[4]
  - Sida rhombifolia subsp. retusa (L.) Borss.Waalk. (Syn.: Sida retusa L.): Sie ist von China über Indochina bis Thailand verbreitet.[4]
  - Sida rhombifolia L. subsp. rhombifolia (Syn.: Sida adjusta Marais, Sida alba Cav., Sida arbuscula Zipp. ex Span., Sida canariensis Cav., Sida canescens Cav., Sida capensis DC., Sida compressa DC., Sida forsteri Montrouz., Sida frutescens DC., Sida fryxellii Sivar. & Pradeep, Sida grata Gand., Sida hondensis Kunth, Sida incerta A.St.-Hil. & Naudin, Sida insularis Hatus., Sida kohautiana C.Presl, Sida kohautiana Walp., Sida nudata Gand., Sida philippica DC., Sida praelonga Gand., Sida pringlei Gand., Sida recisa Link, Sida retusifolia Stokes, Sida rhombifolia subsp. insularis (Hatus.) Hatus., Sida rhombifolia var. minor Duss, Sida rhomboidea Roxb., Sida ruderata Macfad., Sida scabrida Wight & Arn., Sida scoparia Vell., Sida semicrenata Link, Sida sinensis J.F.Gmel., Sida stipulata Chapm., Sida trinervia Splitg. ex de Vriese, Sida troyana Urb., Sida truncatula Blanco): Sie ist von der subtropischen bis tropischen Alten Welt weitverbreitet. Sie ist in vielen Gebieten der Welt ein Neophyt.[4]
  - Sida rhombifolia var. serratifolia (R.Wilczek & Steyaert) Verdc. (Syn.: Sida serratifolia R.Wilczek & Steyaert): Sie ist von Äthiopien bis ins südliche Afrika verbreitet.[4]
- Sida riedelii K.Schum.[4]
- Sida rigida (G.Don) D.Dietr.[4]
- Sida rivulicola Ulbr.[4]
- Sida rodrigoi Monteiro[4]
- Sida rohlenae Domin[4]
- Sida rubifolia A.St.-Hil.[4]
- Sida rubromarginata Nash: Sie kommt in Florida vor.[5]
- Sida rufescens A.St.-Hil.[4]
- Sida ruizii Ulbr.[4]
- Sida rupicola Hassl.[4]
- Sida rzedowskii Fryxell[4]
- Sida salviifolia C.Presl[4]
- Sida samoensis Rech.[4]
- Sida sampaiana Monteiro[4]
- Sida sangana Ulbr.[4]
- Sida santaremensis Monteiro: Sie kommt ursprünglich im tropischen Südamerika vor und ist in Florida ein Neophyt.[5]
- Sida schimperiana Hochst. ex A.Rich.[4]
- Sida schininii Krapov.[4]
- Sida schumanniana Krapov.[4]
- Sida serrata Willd. ex Spreng.[4]
- Sida setosa Mart. ex Colla[4]
- Sida shinyangensis Vollesen[4]
- Sida simpsonii Krapov.[4]
- Sida spenceriana F.Muell.[4]
- Sida spinosa L. (Syn.:Sida alba L., Sida angustifolia Mill.): Sie kommt in Afrika, Sri Lanka, Australien, in Nord-, Mittel- und Südamerika vor.[2][4]
- Sida subcordata Spanoghe: Ihr Verbreitungsgebiet reicht von Indien, Indonesien, Laos, Myanmar, Thailand, China bis Vietnam.[6]
- Sida subcuneata A.St.-Hil.[4]
- Sida sucupirana Krapov.[4]
- Sida surumuensis Ulbr.[4]
- Sida szechuensis Matsuda: Sie gedeiht in Höhenlagen von 300 bis 1800 Metern in den chinesischen Provinzen Guangxi, Guizhou, Sichuan, Yunnan.[6]
- Sida tanaensis Vollesen[4]
- Sida tenuicarpa Vollesen[4]
- Sida teresinensis Krapov.[4]
- Sida ternata L. f.[4]
- Sida teysmannii Baker f.[4]
- Sida tiagii Bhandari[4]
- Sida tobatiensis Ulbr.[4]
- Sida tragiifolia A.Gray: Sie kommt in Arizona, Texas und Mexiko in Höhenlagen von 500 bis 1500 Metern Meereshöhe vor.[5]
- Sida tressensiae Krapov.[4]
- Sida trichopoda F.Muell.[4]
- Sida tuberculata R.E.Fr.[4]
- Sida turneroides Standl.[4]
- Sida ulei Ulbr.[4]
- Sida ulmifolia Mill.: Sie kam ursprünglich wohl in Zentralamerika vor und ist heute pantropisch verbreitet.[5]
- Sida uniaristata Gonçalez & V.N.Yoshik.[4]
- Sida urens L. (Syn.: Sida boivinii Hochr., Sida breviflora Steud. ex Triana & Planch., Sida conferta Salzm. ex Triana & Planch., Sida congensis D.Dietr., Sida cubensis Gand., Sida dasytricha Gand., Sida debilis G.Don, Sida densiflora A.Rich., Sida domingensis Gand., Sida sessiliflora G.Don, Sida verticillata Cav.): Sie ist im tropischen Afrika, in Madagaskar, auf der Arabischen Halbinsel und in der Neotropis weitverbreitet.[2][4]
- Sida vagans Krapov.[4]
- Sida vallsii Krapov.[4]
- Sida variegata (Griseb.) Krapov.[4]
- Sida vespertina Ekman[4]
- Sida viarum A.St.-Hil.[4]
- Sida waltoniana Krapov.[4]
- Sida weberbaueri Ulbr.[4]
- Sida wingfieldii (Fryxell) Dorr[4]
- Sida xanti A.Gray[4]
- Sida yungasensis Krapov.[4]
- Sida yunnanensis S.Y.Hu: Sie kommt in den chinesischen Provinzen Guangdong, Guangxi, Guizhou, Sichuan sowie Yunnan vor.[6]
- Sida zahlbruckneri Rech.[4]

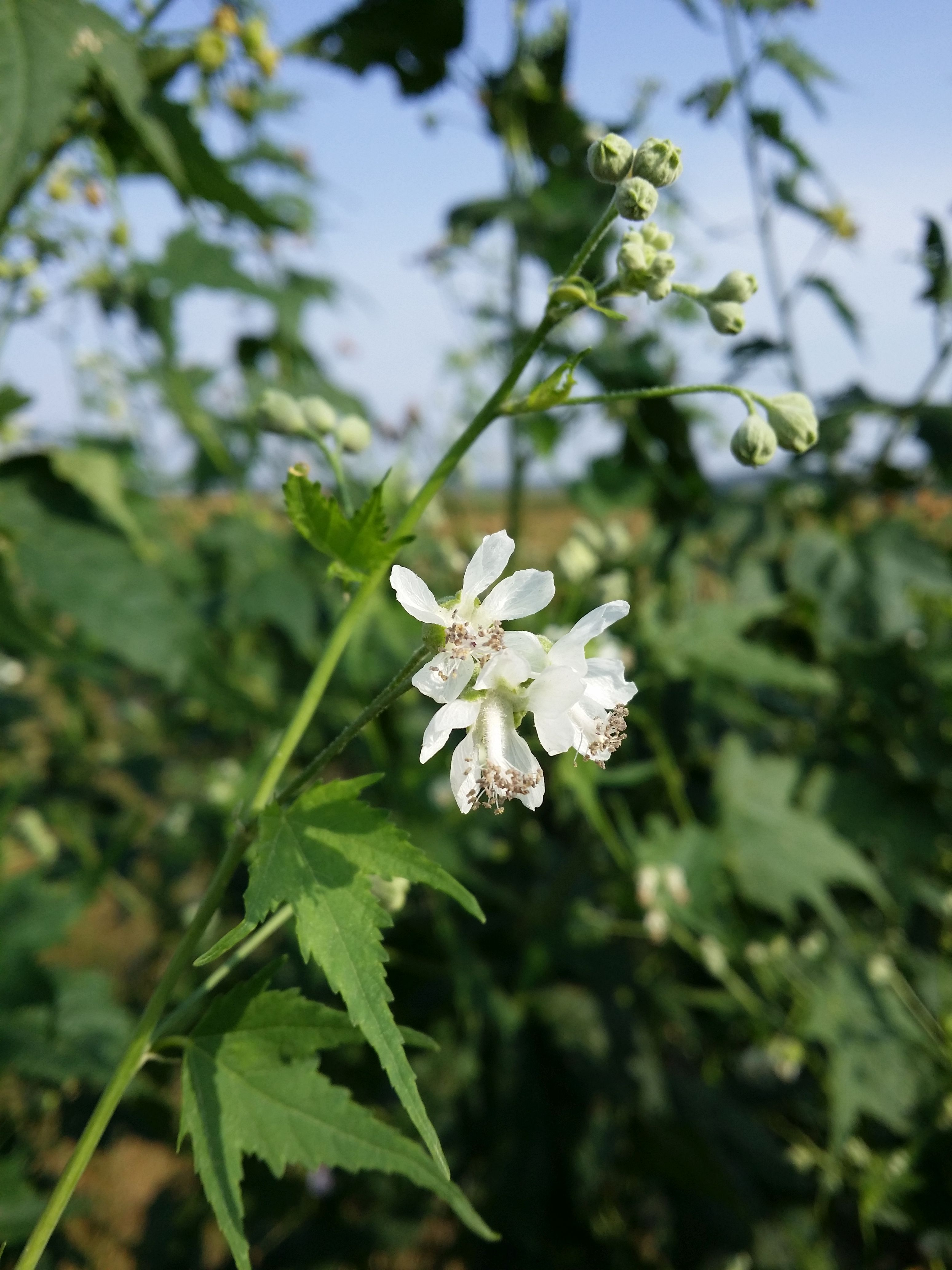
Ripariosida hermaphrodita

Nicht mehr zur Gattung Sida, sondern in die 2017 aufgestellte monotypische Gattung Ripariosida Weakley & D.B.Poind. gehört:
- Sida hermaphrodita (L.) Rusby → Ripariosida hermaphrodita (L.) Weakley & D.B.Poind.[4][7] Sie musste ausgegliedert werden, damit Sida monophyletisch wird. Näher als mit den Sida-Arten ist diese Art mit Sidasodes Fryxell & Fuertes, Lawrencia Hook., Plagianthus J.R.Forst. & G.Forst., Hoheria A.Cunn., Asterotrichion Klotzsch, Gynatrix Alefeld.[7]